# Коваль Максим Анатолійович
Макси́м Анато́лійович Кова́ль (нар. 9 грудня 1992, Запоріжжя, Україна) — український футболіст, воротар грецького клубу «Каламата». Грав за збірну України.

## Клубна кар'єра
У дитинстві займався гімнастикою і плаванням, але незабаром почав грати у футбол. Виступав як нападник, але перший тренер гравця Віктор Трегубов поставив Максима у ворота. З 2004 по 2008 роки виступав у ДЮФЛ за запорізький «Металург». Влітку 2008 року був переведений у «Металург-2».

### «Металург»
1 листопада 2009 року дебютував за основу «Металурга» в Прем'єр-лізі у матчі проти ужгородського «Закарпаття» (3:0), Коваль показав дуже впевнену гру. 29 листопада цього ж року зіграв «на нуль» проти «Динамо» (Київ), відбивши удар після пенальті Артема Мілевського.

### «Динамо»
Інформація про те, що воротарем цікавиться київське «Динамо», почала з'являтися ще наприкінці 2009 року. 25 липня 2010 року на прес-конференції після виїзної гри проти «Карпат» (поразка 0:1) головний тренер «Металурга» підтвердив, що це був останній матч Максима Коваля в складі запоріжців. Вартість переходу до «Динамо» оцінювалася у 4 млн доларів.
26 липня 2010 року київське «Динамо» офіційно підтвердило інформацію про укладання контракту з гравцем.
У сезоні 2012-13 став основним воротарем «Динамо». Перші 8 турів чемпіонату незмінно стояв у рамці воріт. Проявив себе у матчах 3 кваліфікаційного раунду Ліги чемпіонів проти «Феєнорда». Матч у Києві завершився перемогою «Динамо» 2-1. В матчі-відповіді Коваль зробив ряд сейвів, і вже на останніх хвилинах «Динамо» вирвало перемогу 0-1 і пройшло далі. В матчах плей-оф проти менхенгладбахської Борусії також якісно відстояв на воротах. З загальним рахунком двох матчів 4-3 на користь «Динамо», воно пройшло в груповий раунд. Незважаючи на хорошу гру, у збірній тренери надавали перевагу Андрію Пятову. Після закінчення сезону Коваля було визнано найкращим молодим гравцем чемпіонату України за версіями УЄФА та World Soccer, а також найкращим воротарем чемпіонату України.

### «Говерла»
3 березня 2015-го року Коваль перейшов до ужгородської «Говерли».

### «Оденсе»
31 серпня 2015 стало відомо, що Максим Коваль уклав угоду з данською командою «Оденсе».

### «Депортіво»
20 січня 2018 року на правах оренди перейшов до іспанського «Депортіво».

### «Аль-Фатех»
24 липня 2018 року перейшов на правах оренди на 1 рік до саудівського клубу «Аль-Фатех». у 2019 році уклав з цим клубом вже повноцінний контракт. 29 червня 2022 року залишив «Аль-Фатех» у зв'язку з закінченням терміну дії контракту.

## Кар'єра в збірній
За юнацьку збірну України до 17 років дебютував 10 вересня 2008 року в матчі проти Румунії (4:0). Всього за збірну до 17 років провів 8 матчів.
У юнацькій збірній до 19 років дебютував 4 липня 2009 року в матчі проти Росії (0:0). Коваль поступається місцем в основі Ігорю Левченко.
1 червня 2012 року зіграв свій перший матч за головну збірну — в перерві Максим замінив Олександра Горяїнова в товариському матчі зі збірною Австрії.
Максим став одним з трьох воротарів (разом з Андрієм П'ятовим та Олександром Горяїновим), котрі були заявлені на Євро-2012.

### Особисте життя
Батько Анатолій Вікторович займався футболом у школі запорізького «Металурга». Родичі його матері займалися легкою атлетикою професійно.
Улюблена футбольна команда Максима Коваля — лондонський «Челсі», найкращими воротарями Коваль вважає Ікера Касільяса та Ігоря Акінфєєва.
8 січня 2015 року Максим одружився з Каріною Левінською.

## Статистика виступів

#### Клубна статистика
| Сезон                  | Команда                | Чемпіонат              | Чемпіонат | Чемпіонат | Чемпіонат | Кубок країни | Кубок країни | Кубок країни | Кубок країни | Континентальні кубки | Континентальні кубки | Континентальні кубки | Континентальні кубки | Інші змагання | Інші змагання | Інші змагання | Інші змагання | Усього | Усього | Усього |
| Сезон                  | Команда                | Ліга                   | Ігор      | Проп.     | Чистих    | Ліга         | Ігор         | Проп.        | Чистих       | Ліга                 | Ігор                 | Проп.                | Чистих               | Ліга          | Ігор          | Проп.         | Чистих        | Ігор   | Проп.  | Чистих |
| ---------------------- | ---------------------- | ---------------------- | --------- | --------- | --------- | ------------ | ------------ | ------------ | ------------ | -------------------- | -------------------- | -------------------- | -------------------- | ------------- | ------------- | ------------- | ------------- | ------ | ------ | ------ |
| 2009-10                | «Металург» З.          | Прем'єр-ліга           | 19        | 23        | 6         | КУ           | 0            | 0            | 0            | —                    | —                    | —                    | —                    | —             | —             | —             | —             | 19     | 23     | 6      |
| 2010-11                | «Металург» З.          | Прем'єр-ліга           | 3         | 3         | 0         | КУ           | 0            | 0            | 0            | —                    | —                    | —                    | —                    | —             | —             | —             | —             | 3      | 3      | 0      |
| Усього за "Металург"З. | Усього за "Металург"З. | Усього за "Металург"З. | 22        | 26        | 6         |              | 0            | 0            | 0            | —                    | —                    | —                    | —                    | —             | —             | —             | —             | 22     | 26     | 6      |
| 2010-11                | «Динамо» К.            | Прем'єр-ліга           | 12        | 7         | 6         | КУ           | 1            | 2            | 0            | ЛЧ/ЛЄ                | 5                    | 6                    | 1                    | —             | —             | —             | —             | 3      | 3      | 0      |
| 2011-12                | «Динамо» К.            | Прем'єр-ліга           | 8         | 1         | 7         | КУ           | 1            | 2            | 0            | ЛЄ                   | 1                    | 3                    | 0                    | —             | —             | —             | —             | 10     | 6      | 7      |
| 2012-13                | «Динамо» К.            | Прем'єр-ліга           | 23        | 15        | 13        | КУ           | 0            | 0            | 0            | ЛЧ/ЛЄ                | 10                   | 13                   | 2                    | —             | —             | —             | —             | 32     | 28     | 15     |
| 2013-14                | «Динамо» К.            | Прем'єр-ліга           | 13        | 17        | 13        | КУ           | 2            | 2            | 1            | ЛЄ                   | 4                    | 7                    | 0                    | —             | —             | —             | —             | 2      | 1      | 1      |
| Усього за «Динамо»     | Усього за «Динамо»     | Усього за «Динамо»     | 56        | 40        | 29        |              | 4            | 6            | 1            |                      | 20                   | 29                   | 3                    |               |               |               |               | 80     | 75     | 33     |
| 2014-15                | «Говерла»              | Прем'єр-ліга           | 20        | 32        | 5         | КУ           | 3            | 4            | 0            |                      | —                    | —                    | —                    | —             | —             | —             | —             | 14     | 16     | 4      |

## Досягнення
- Володар Кубка України (1):

«Динамо» (Київ): 2013-14
- Володар Суперкубка України (2):

«Динамо» (Київ): 2011, 2016
- Чемпіон Молдови (1):

«Шериф»: 2022-23
- Володар Кубка Молдови (1):

«Шериф»: 2022-23
Збірні
- Чемпіон Європи (U-19): 2009

### Індивідуальні
- Найкращий молодий гравець чемпіонату України за версією УЄФА : 2012–2013[14]
- Найкращий молодий гравець чемпіонату України за версією World Soccer : 2012–2013[15]
- Найкращий воротар чемпіонату України (1) : 2012–2013[16]